# Пощуповское сельское поселение
Пощуповское сельское поселение — муниципальное образование (сельское поселение) в составе Рыбновского района Рязанской области России.
Административный центр  — село Пощупово.

## История
Пощуповское сельское поселение образовано в 2006 г.
Законом Рязанской области от 20 мая 2015 года № 25-ОЗ в состав поселения включено упразднённое Новосельское сельское поселение.

## Население
| 2010  | 2012  | 2013  | 2014  | 2015  | 2016  | 2017  |
| ----- | ----- | ----- | ----- | ----- | ----- | ----- |
| 1119  | ↗1159 | ↗1205 | ↗1224 | ↘1190 | ↗1577 | ↘1575 |
| 2018  | 2019  | 2020  | 2021  |       |       |       |
| ↗1596 | ↘1593 | ↗1609 | ↘1256 |       |       |       |

## Состав сельского поселения
| № | Населённый пункт | Тип населённого пункта       | Население |
| - | ---------------- | ---------------------------- | --------- |
| 1 | Костино          | село                         | ↗595      |
| 2 | Кривоносово      | деревня                      | 12        |
| 3 | Кудашево         | деревня                      | 2         |
| 4 | Медведево        | деревня                      | ↘29       |
| 5 | Новосёлки        | село                         | ↗457      |
| 6 | Окаемово         | село                         | 16        |
| 7 | Пощупово         | село, административный центр | ↘460      |
| 8 | Ромоданово       | деревня                      | 5         |